# Lavoisiera angustifolia
Lavoisiera angustifolia är en tvåhjärtbladig växtart som beskrevs av Célestin Alfred Cogniaux. Lavoisiera angustifolia ingår i släktet Lavoisiera och familjen Melastomataceae. Inga underarter finns listade i Catalogue of Life.